# Botinac
Botinac je naselje u Republici Hrvatskoj, u sastavu općine Kapela, Bjelovarsko-bilogorska županija.

## Stanovništvo
Prema popisu stanovništva iz 2001. godine, naselje je imalo 130 stanovnika te 41 obiteljskih kućanstava.

Prema popisu stanovništva 2011. godine naselje je imalo 119 stanovnika.
| broj stanovnika | 185   | 167   | 208   | 237   | 245   | 270   | 244   | 241   | 204   | 222   | 229   | 198   | 149   | 120   | 130   | 119   | 88    |
|                 | 1857. | 1869. | 1880. | 1890. | 1900. | 1910. | 1921. | 1931. | 1948. | 1953. | 1961. | 1971. | 1981. | 1991. | 2001. | 2011. | 2021. |

## Poznate osobe
- Đuro Popijač, bivši ministar gospodarstva, rada i poduzetništva